# Leucanitis axuana
Leucanitis axuana là một loài bướm đêm trong họ Noctuidae.